# Jesus Christ Pose
«Jesus Christ Pose» (с англ. — «Поза Иисуса Христа») — песня американской рок-группы Soundgarden, выпущенная в качестве первого сингла с третьего студийного альбома Badmotorfinger. Песня включена в альбом лучших хитов группы A-Sides 1997 года.

## Возникновение песни и запись
Текст песни «Jesus Christ Pose» написан фронтменом Крисом Корнеллом, а музыка — совместно Корнеллом, барабанщиком Мэттом Кэмероном, басистом Беном Шефердом и гитаристом Кимом Тайилом.
В интервью Rolling Stone Ким Тайил рассказал историю появления этой песни. Она возникла на репетиции в ходе джема между басистом и барабанщиком. Быстрая музыка привлекла внимание гитариста и он присоединился к музыкантам, добавив акценты и гитарный фидбек. Диск с инструментальными наработками попал в руки Крису Корнеллу и он дома написал к ним тексты, а также внёс изменения в аранжировку.

## Содержание
Ким Тайил отмечал, что динамика песни напоминает ему вращающиеся лопасти вертолёта. В самом начале и в конце песни он использовал гитарные бенды.
Текст песни «Jesus Christ Pose» касался эксплуатации религии в личных целях. Песня критиковала общественных деятелей, которые использовали религию и образ Иисуса Христа для того, чтобы представить себя в более выгодном свете или сделать из себя «мучеников». Крис Корнелл был вдохновлён фотографией фронтмена Jane's Addiction Перри Фаррелла, на которой он был изображён лежащим в постели, расставив руки в стороны подобно Иисусу. В интервью журналу Spin в 1992 году Корнелл объяснил название «Jesus Christ Pose»: он не считал текст религиозным, а лишь высказывал раздражение тем, известные люди ведут себя на публике, эксплуатируя этот символ.

## Выпуск и прием
Сингл «Jesus Christ Pose» вышел в 1991 году вместе с би-сайдами «Stray Cat Blues» и «Into the Void (Sealth)». За пределами Соединённых Штатов сингл был выпущен в Соединённом Королевстве.
Грег Прато из AllMusic отметил «головокружительные гитарные риффы, сражающиеся с сокрушительными ударными», а также язвительный текст и вокал Корнелла. Джина Арнольд из Entertainment Weekly заявила: «на таких песнях, как циничная „Jesus Christ Pose“… Soundgarden звучат чертовски умнее своих сверстников, которые редко выходят за рамки восхваления выпивки, девушек и автомобилей».
Песня включена в саундтрек к фильму 1994 года «Японский городовой». «Jesus Christ Pose» доступна в качестве загружаемого контента для серии игры Rock Band в качестве мастер-трека.

## Видеоклип
Видеоклип на песню «Jesus Christ Pose» был снят режиссёром Эриком Циммерманом, позже также снявшим для группы клип «Rusty Cage». Вступление включает в себя слова, похожие на 3 главу 16 стиха (John 3:16) из книги Евангелие от Иоанна; «And God So Loved Soundgarden He Gave Them His Only Song» (с англ. — «И Бог так любил Soundgarden, что дал им свою единственную песню»). В видеоклипе участники группы бродят по пустыне. В нём также содержатся изображения крестов, киборгов, распятой девушки, распятого скелета и даже овощей, распятых в человеческом облике. Тайил сказал: «многое было придумано режиссёром Эриком Циммерманом, и мы из этого выбрали то, что нам понравилось». Корнелл сказал: «Это было наше общее решение, чтобы в видео была распятая женщина … Как визуальный образ, он мощен и также бросает вызов людям, потому что женщины в основном подвергались преследованиям ещё в доисторические времени, и это было бы более логично, чем видеть на нём мужчину»..
Тайил сказал, что этот видеоклип был одним из немногих у Soundgarden, которым группа осталась довольна. Он заявил, что «на видеоклипе „Jesus Christ Pose“ мы много экспериментировали с разными забавными, классными вещами. Наверное, мне это кажется забавным, потому что я не разочаровался в этом». Видео был впервые показано в октябре 1991 года.

## Полемика
Песня привлекла внимание после того, как MTV запретили видеоклип к показу в 1991 году и с тех пор никогда не показывали его целиком. Многие слушатели были возмущены песней и клипом к ней, восприняв её как антихристианскую. Группа получала угрозы убийством из-за этого во время тура в Великобритании в начале 1990-х годов.

Тайил прокомментировал эту ситуацию:
Это был наш первый сингл с Badmotorfinger, но он никогда не выходил в эфир из-за ссылок на Иисуса. А MTV не захотели показывать видео, потому что им не понравилась идея девушки на кресте. В клипе вообще нет гитар. В видео нет даже изображения гитары. Это похоже на жёсткое, быстрое, панк-метал видео, в котором нет никаких инструментов. И оно длится шесть минут!.

Корнелл сказал:
То, как работает программа [MTV], похоже на коммерческую радиостанцию: чем короче видео, тем больше клипов они могут показать. Я думаю, они посчитали, что люди, которые смотрят видео посреди дня, не захотят смотреть что-то в течение шести минут.

## Исполнение песни вживую
Концертная версия песни «Jesus Christ Pose» включена в сингл «Black Hole Sun» и сборник Telephantasm. Ещё одна живая версия попала на видеоальбом Motorvision.

## Кавер-версии
The Killing Tree записали кавер-версию песни «Jesus Christ Pose», включив её в EP We Sing Sin (2003). Кавер-версия песни «Jesus Christ Pose» была записана группой The Dillinger Escape Plan и вошла в кавер-альбом 2006 года High Voltage!: A Brief History of Rock, а также лонгплей 2006 года Plagiarism. Музыканты группы Pearl Jam также исполняли эту песню вживую. Песня появилась на Kearney Barton’s Wheedle’s Groove (2009), сборнике с участием фанк- и соул-исполнителей из Сиэтла, таких как Рон Буфорд, Робби Хилл, Урал Томас, Пэт Райт и Total Experience Gospel Choir, Броэм, Кэлвин Лоу и Джонни Хорн. Монреальская инди-художница Нини Найтли выпустила индустриальную/электронную версию этой песни в 2018 году.

## Значение
В марте 2023 года группа авторов американского издания Rolling Stone включила данную песню в список «100 величайших хеви-метал песен всех времён». В этом рейтинге она заняла 77-ю позицию, заметку о ней составил Джей Ди Консидайн.

## Список композиций
CD (US) и 12" (Великобритания)
1. «Jesus Christ Pose» (Мэтт Кэмерон, Крис Корнелл, Бен Шеферд, Ким Тайил) — 5:51

12" (Великобритания)
1. «Jesus Christ Pose»  — 5:51
2. «Stray Cat Blues» (Джаггер/Ричардс) — 4:46

12" (Великобритания), CD (Великобритания) и 12" (Великобритания)
1. «Jesus Christ Pose»  — 5:51
2. «Stray Cat Blues» (Джаггер, Ричардс) — 4:46
3. «Into the Void (Sealth)» (Chief Sealth, Оззи Осборн, Тони Айомми, Гизер Батлер, Билл Уорд) — 6:37
4. «Somewhere» (Шеферд) — 4:21

 7" (США) и 12" (США)
1. «Jesus Christ Pose»  — 5:51
2. «Drawing Flies» (Кэмерон, Корнелл) — 2:25

## Позиции в чартах
| Чарт (1992)                     | Высшая позиция |
| ------------------------------- | -------------- |
| Великобритания (OCC UK Singles) | 30             |

## Рейтинги
Песня «Jesus Christ Pose» неоднократно попадала в различные списки и рейтинги лучших песен.
| Журнал   | Страна         | Премия                                                                                 | Год  | Место |
| -------- | -------------- | -------------------------------------------------------------------------------------- | ---- | ----- |
| Kerrang! | Великобритания | «100 Greatest Singles of All Time» (с англ. — «100 лучших синглов всех времён»)        | 2002 | 95    |
| Kerrang! | Великобритания | «666 Songs You Must Own (Grunge)» (с англ. — «666 песен, которых ты должен послушать») | 2004 | 2     |
| Q        | Великобритания | «The Ultimate Music Collection» (с англ. — «Основная музыкальная коллекция»)           | 2005 | *     |

Примечание: * обозначает неупорядоченный список.